# Draslík
Draslík (chemická značka K, latinsky kalium, anglicky potassium) je důležitým prvkem z řady alkalických kovů, hojně zastoupený v zemské kůře, mořské vodě i živých organismech. Autorem jeho českého a slovenského názvu je Jan Svatopluk Presl.

## Základní fyzikálně-chemické vlastnosti

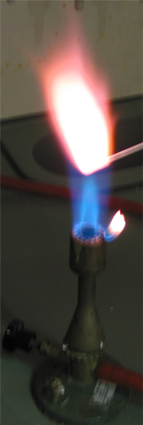
Plamenová zkouška draselné soli

Draslík je měkký, lehký a stříbrolesklý kov, který lze krájet nožem. Je měkčí než mastek, lithium i sodík a jeho tvrdost se v Mohsově stupnici pohybuje okolo stupně 0,5. Draslík je lehčí než voda a plave na ní. Draslík vede dobře elektrický proud a teplo. Má nízký bod tání a varu ve srovnání s ostatními kovy. V jeho parách se kromě jednoatomových částic vyskytují i dvouatomové molekuly. Páry mají modrou až modrozelenou barvu. V kapalném amoniaku se rozpouští za vzniku tmavě modrého roztoku. Elementární kovový draslík lze dlouhodobě uchovávat pouze tak, že zabráníme jeho styku se vzduchem nebo vodními parami. Obvykle se proto překrývá vrstvou alifatických uhlovodíků, jako je petrolej nebo nafta, s kterými nereaguje.
Draslík se v přírodě vyskytuje pouze v jednom oxidačním stavu, a to jako draselný ion K+. V laboratoři lze však připravit sloučeniny (tzv. superbáze), ve kterých může mít draslík draslidový anion K−. K tomu může dojít, protože draslík tak zaplní s-orbital a vytvoří stabilní elektronovou konfiguraci. Takové sloučeniny jsou však velmi nestabilní, protože draslík má nízkou ionizační energii a také nízkou elektronovou afinitu; proto dojde snadno k oxidaci, a tak tyto sloučeniny patří mezi nejsilnější redukční činidla. Rychle až explozivně reaguje draslík s kyslíkem na superoxid draselný a vodou na hydroxid draselný, proto se s ním v přírodě lze setkat pouze ve formě sloučenin. Reakce draslíku s vodou je natolik exotermní, že unikající vodík reakčním teplem samovolně explozivně vzplane. Draslík se také za mírného zahřátí slučuje s vodíkem na hydrid draselný KH, s dusíkem na nitrid draselný K3N nebo azid draselný KN3. Nepřímo se také slučuje s uhlíkem. Soli draslíku barví plamen intenzivně fialově; i při stopách sodné sloučeniny ve vzorku se plamen barví do žluta, proto je nutné se na takový plamen dívat skrz modré kobaltové sklo.

## Historický vývoj
O draselných sloučeninách se zmiňuje již Starý zákon, v němž je látka nazvaná „neter“ uvedena jako vhodný prostředek k praní. Stejná látka byla dobře známa i Egypťanům, Řekům a Římanům (Římané ji nazývali „nitrum“). Tato sloučenina je dnes známa jako „soda“ – uhličitan sodný Na2CO3. V 15. století dal alchymista Geber této sloučenině název alkali. Do 18. století byla soda známa jen jako sloučenina s potašem čili uhličitanem draselným K2CO3, který od sody nedokázali odlišit.
Oddělit od sebe sodu a potaš se poprvé povedlo v roce 1702 Georgu Stahlovi a experimentálně to dokázal roku 1736 Duhamel de Monceau. Roku 1758 Mergraf odlišil jednotlivé kovy na základě plamenových zkoušek. Volný kov se poprvé podařilo připravit roku 1807 siru Humphry Davymu, který elektrolyzoval kus roztaveného hydroxidu draselného v platinové misce.

## Výskyt v přírodě

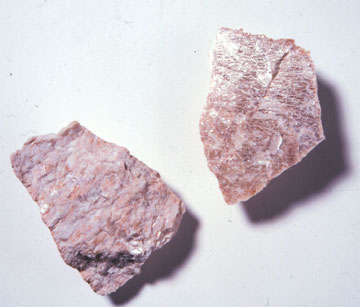
Draselný minerál – živec

Draslík je bohatě zastoupen na Zemi i ve vesmíru. Předpokládá se, že zemská kůra obsahuje 2,0–2,4 % draslíku, čímž se draslík řadí na 6. místo ve výskytu prvků na Zemi. Průměrný obsah draslíku v mořské vodě činí přibližně 380 mg/l. Ve vesmíru se předpokládá výskyt jednoho atomu draslíku na přibližně 10 milionů atomů vodíku.
Kromě významného podílu draslíku v mořské soli jej nalézáme také téměř ve všech podzemních minerálních vodách.
Z minerálů obsažených v zemské kůře je nejznámější sylvín, chemicky chlorid draselný, KCl. Významný je také dusičnan draselný KNO3 zvaný ledek draselný. K dalším draselným minerálům patří arcanit K2SO4, kainit KCl·MgSO4·3H2O, karnalit KCl·MgCl2·6H2O, glaserit Na2SO4·3K2SO4, polyhalit K2SO4·MgSO4·2CaSO4·2H2O, schönit K2SO4·MgSO4·6H2O, langbeinit K2SO4·2MgSO4, kalinit KAl(SO4)2 a mnoho živců, slíd, alkalických pyroxenů, alkalických amfibolů a zeolitů.
Draslík spolu se sodíkem patří mezi biogenní prvky a poměr jejich koncentrací v buněčných tekutinách je významným faktorem pro zdravý vývoj organizmu. Obvykle je zdůrazňována významná role draslíku, zatímco vysoká konzumace sodných solí je pokládána za zdraví ohrožující. Vyšší koncentrace draslíku je v lidském těle uvnitř buněk; k uvolňování z buněk dochází pomocí draslíkových kanálů při přenosu vzruchu.

## Výroba

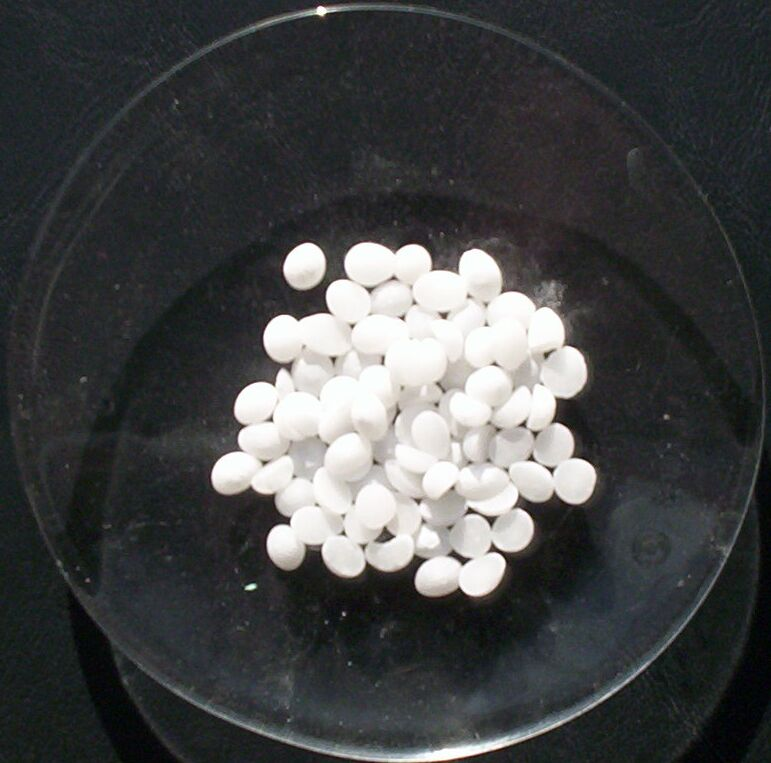
Hydroxid draselný

Dříve se draslík vyráběl elektrolýzou taveniny hydroxidu draselného, který se připravoval elektrolýzou roztoku chloridu draselného. Bylo to proto, že hydroxid draselný má nižší teplotu tání než chlorid draselný, a proto byla výroba volena touto, ač trochu komplikovanější cestou.
Od té doby se sice vhodnými přísadami podařilo výrazně snížit teplotu tání chloridu draselného, ale kovový draslík nelze průmyslově (ve velkém měřítku) vyrábět elektrolýzou roztaveného chloridu draselného, protože draslík vzniklý při elektrolýze se velmi dobře rozpouští v tavenině, navíc se snadno vypařuje a hrozí reakce s kyslíkem a nebezpečí výbuchu. Přesto lze v malém tuto výrobu využít (pro snížení teploty se nejčastěji používá chlorid vápenatý CaCl2). Materiálem katody je obvykle železo, anoda je grafitová. Dalším produktem této elektrolýzy je plynný chlór, který bývá obvykle ihned dále zužitkován pro chemickou syntézu.
Železná katoda 2 K+ + 2 e− → 2 K
Grafitová anoda 2 Cl− → Cl2 + 2 e−
Draslík se dnes průmyslově vyrábí redukcí chloridu draselného sodíkem a následnou destilací draslíku ze směsi.
Draslík se dá také vyrábět elektrolýzou kyslíkatých sloučenin draslíku rozpuštěných v halogenidech draselných (oxid draselný, peroxid draselný nebo superoxid draselný), na grafitové anodě uniká při elektrolýze oxid uhličitý vzniklý reakcí kyslíku s grafitovou anodou. Draslík lze také připravit reakcí fluoridu draselného s karbidem vápenatým.
Největším světovým výrobcem draslíku je Kazachstán (těžba živce a umělá chemická výroba, např. hydroxidu draselného).[zdroj?]

## Využití

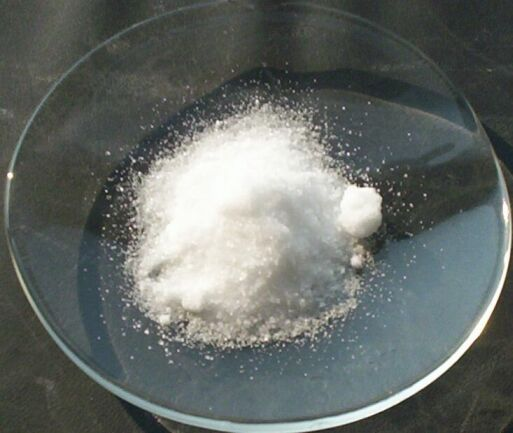
Dusičnan draselný

Vzhledem ke své mimořádné nestálosti a reaktivitě se čistý kovový draslík prakticky využívá pouze minimálně. Ve výjimečných případech je používán k redukčním reakcím v organické syntéze nebo analytické chemii.
Draslík se v malém množství používá pro výrobu fotoelektrických článků.
Hydroxid draselný se používá při výrobě mýdel reakcí s vyššími tzv. mastnými kyselinami. Draselná mýdla jsou většinou tekutá, na rozdíl od sodných, která jsou téměř všechna pevná. Hydroxid draselný se také používá při výrobě léčiv, celulózy, papíru, umělého hedvábí a oxidu hlinitého.
Uhličitan draselný, starším názvem potaš se používá převážně při výrobě skla, v textilním a papírenském průmyslu, jako součást pracích prášků, při výrobě pigmentů, v barvířství a běličství a při praní vlny. Používá se také pro přípravu kyanidu draselného.
Dusičnan draselný se používá jako draselné hnojivo a zároveň nalézá využití v pyrotechnice jako silné oxidační činidlo.
Síran draselný se používá při výrobě skla, kamence draselného a používá se jako hnojivo.

## Biologický význam draslíku
Draslík patří k prvkům nezbytným pro lidský organismus. Podílí se na udržování rovnováhy minerálů v tělních tekutinách, ovlivňuje činnost svalů, podílí se na regulací krevního tlaku i srdečního tepu a na funkci některých enzymů. Draslík je i přirozeným diuretikem, které zvyšuje odvod vody z organismu. Dlouhodobá nerovnováha mezi vysokým příjmem sodíku a nízkým přívodem draslíku je jedním z rizikových faktorů vzniku hypertenze. Vysoký obsah draslíku najdeme v kakau, sóje a sójových výrobcích, ve fazolích, čočce, rozinkách, hrachu či vlašských ořeších. Draslík je obsažen také v mléčných výrobcích, ovoci, zelenině, obilovinách, bramborách nebo kávě. Organismus se špatně vyrovnává jak s nedostatkem, tak s přebytkem draslíku (problémy mohou nastat u diabetiků, onkologických pacientů, pacientů s chorobami srdce, ledvin a jater). Jeho denní doporučená dávka nebyla pro člověka přesně stanovena.
Ačkoli přesná denní potřeba draslíku není stanovena, odhadovaný přiměřený příjem pro dospělé ve věku 25–51 let je denně 4000 mg draslíku. Hodnota platí i pro těhotné ženy; odhadovaný přiměřený příjem kojících matek je 4400 mg draslíku denně.
Nedostatek draslíku neboli hypokalemie: jako následek nevhodné výživy se vyskytuje jen vzácně. Může se však rozvinout při zvýšeném vylučování draslíku, například při chronickém průjmu, při silném zvracení nebo nadměrném pocení. Na vzniku hypokalemie se mohou podílet i některé léky, například diuretika. Nejnápadnějšími příznaky těžké hypokalemie jsou neuromuskulární poruchy, které se projevují například zhoršeným fungováním svalů, střevní neprůchodností, která je způsobená ochrnutím svaloviny střevní stěny (tzv. paralytický ileus), nebo dokonce srdeční arytmií. Závažný nedostatek draslíku (těžká hypokalemie) je akutní stav a vyžaduje intenzivní lékařskou péči.
Nadbytek draslíku neboli hyperkalemie: K nadbytku draslíku v krvi neboli hyperkalemii se člověk se zdravými ledvinami může jen stěží „propracovat“ prostřednictvím stravy, neboť lidský organismus má vlastní regulační mechanismy, aby v tomto ohledu udržel rovnováhu. Může se však rozvinout při zvýšeném úniku draslíku z buněk, například při metabolické acidóze, katabolických procesech (např. extrémním hladovění), poškození buněk, inzulinové rezistenci nebo nedostatku inzulinu. Hromadění draslíku v krvi může být rovněž důsledkem narušené funkce ledvin (např. při selhání ledvin nebo při některých hormonálních změnách, zvláště pak při nedostatku mineralokortikoidů nebo glukokortikoidů). Mezi příznaky hyperkalemie patří střevní neprůchodnost (ileus), svalová slabost (myastenie), ochrnutí (paralýza), syndrom akutní dechové tísně (ARDS), případně srdeční arytmie. Hyperkalemie může člověka ohrozit na životě.

## Sloučeniny

### Anorganické sloučeniny

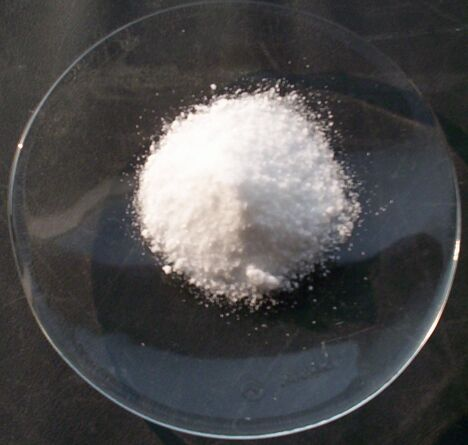
Chlorid draselný

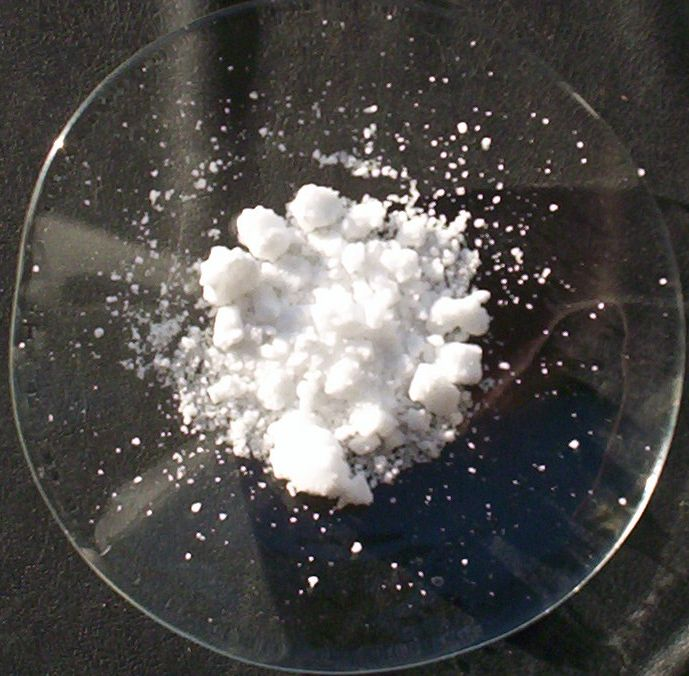
Uhličitan draselný

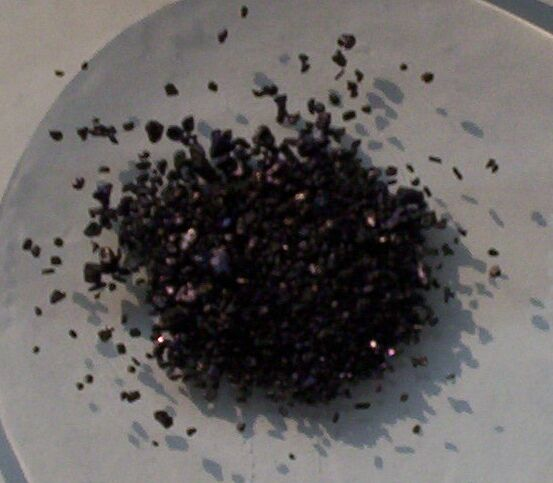
Manganistan draselný

Hydrid draselný KH je bílá krystalická látka, která je značně reaktivní a i na suchém vzduchu reaguje s kyslíkem. S vodou reaguje velmi živě za vzniku hydroxidu draselného a vodíku. Hydrid draselný je poměrně silným redukčním činidlem. Vzniká reakcí mírně zahřátého draslíku ve vodíkové atmosféře.
Oxid draselný K2O je v čisté podobě nažloutlý prášek. Tvoří se zahříváním peroxidu draselného nebo superoxidu draselného s draslíkem nebo zahříváním hydroxidu draselného s draslíkem. Draslík tvoří i další sloučeniny s kyslíkem, které mají složení K2O2 a K2O3.
Superoxid draselný neboli hyperoxid draselný KO2 je oranžový prášek, který je silným oxidačním činidlem. V žáru je docela stálý, ale v přítomnosti oxidovatelné látky lehce předává kyslík a přechází v peroxid draselný, který ještě dále může předat kyslík a přejít až v oxid draselný. Superoxid draselný vzniká reakcí draslíku s kyslíkem .
K + O2 → KO2
Hydroxid draselný KOH je bílá tvrdá, křehká, hygroskopická, silně leptavá látka, která rozpouští[zdroj⁠?!] i sklo a porcelán. Je velmi dobře rozpustný ve vodě, při jeho rozpouštění se uvolňuje značné množství tepla a vzniklý roztok se zahřívá. Hydroxid draselný vzniká reakcí draslíku, oxidu draselného, peroxidu draselného nebo superoxidu draselného s vodou nebo elektrolýzou roztoku chloridu draselného.

#### Soli
Draselné soli jsou ve vodě obecně dobře rozpustné a jen několik je nerozpustných; všechny mají bílou barvu, pokud není anion soli barevný (manganistany, chromany). Draselné soli vytvářejí snadno podvojné soli, ale velmi nesnadno komplexy. Ještě před padesáti lety nebyly známy žádné komplexy alkalických kovů; uvažovalo se, že nejsou vůbec schopny tvořit komplexy (podobně jako se uvažovalo, že vzácné plyny nejsou schopny tvořit sloučeniny).
Chlorid draselný KCl je bezbarvá krystalická látka hořké chuti. V přírodě se vyskytuje jako nerost sylvín, který je součástí většiny ostatních draselných nerostů. Lze ho vyrobit rozpouštěním hydroxidu draselného nebo uhličitanu draselného v kyselině chlorovodíkové.
Fluorid draselný KF, bromid draselný KBr a jodid draselný KI se všemi svými vlastnostmi velmi podobají chloridu draselnému.
Uhličitan draselný neboli potaš K2CO3 je bílá hygroskopická krystalická látka, která se snadno rozpouští ve vodě. Připravuje se reakcí hydroxidu draselného s vzdušným oxidem uhličitým nebo přímo z draselných solí – např. stassfurtský způsob.
2 KCl + 3 MgCO3·3H2O + CO2 → 2 MgCO3·KHCO3·4H2O + MgCl2
2 MgCO3·KHCO3·4H2O → K2CO3 + 2 MgCO3·3H2O + CO2 + 3 H2O (při 60 °C)
Dusičnan draselný KNO3 neboli draselný ledek je bezbarvá krystalická látka. Zahříváním odštěpuje dusičnan draselný kyslík a přechází v dusitan draselný. V přírodě vzniká bakteriálním rozkladem dusíkatých organických látek nebo působením uhličitanu draselného či hydroxidu draselného na organické látky. V laboratoři se dá vyrobit reakcí uhličitanu draselného nebo hydroxidu draselného s kyselinou dusičnou.
Síran draselný K2SO4 je bílá krystalická látka, která se vlastnostmi velmi podobá síranu sodnému. Připravuje se reakcí hydroxidu draselného nebo uhličitanu draselného s kyselinou sírovou. Dříve se připravoval rozkladem chloridu draselného nebo dusičnanu draselného koncentrovanou kyselinou sírovou.

### Organické sloučeniny
Mezi organické sloučeniny draslíku patří zejména draselné soli organických kyselin a draselné alkoholáty. K dalším draselným sloučeninám patří organické komplexy draselných sloučenin, tzv. crown étery a kryptáty. Zcela zvláštní skupinu organických draselných sloučenin tvoří organokovové sloučeniny.